# Калверт (Техас)
Калверт (англ. Calvert) — місто (англ. city) в США, в окрузі Робертсон штату Техас. Населення — 962 особи (2020).

## Географія
Калверт розташований за координатами 30°58′45″ пн. ш. 96°40′18″ зх. д. / 30.97917° пн. ш. 96.67167° зх. д. (30.979149, -96.671542).  За даними Бюро перепису населення США в 2010 році місто мало площу 10,07 км², уся площа — суходіл.

## Демографія
Згідно з переписом 2010 року, у місті мешкали 1192 особи в 509 домогосподарствах у складі 314 родин. Густота населення становила 118 осіб/км².  Було 675 помешкань (67/км²).
Расовий склад населення:
| - 49,2 % — чорних або афроамериканців - 44,0 % — білих - 0,3 % — азіатів - 4,6 % — осіб інших рас |

До двох чи більше рас належало 1,8 %. Частка іспаномовних становила 12,8 % від усіх жителів.
За віковим діапазоном населення розподілялося таким чином: 25,8 % — особи молодші 18 років, 56,4 % — особи у віці 18—64 років, 17,8 % — особи у віці 65 років та старші. Медіана віку мешканця становила 42,4 року. На 100 осіб жіночої статі у місті припадало 94,8 чоловіків;  на 100 жінок у віці від 18 років та старших — 87,9 чоловіків також старших 18 років.
Середній дохід на одне домашнє господарство  становив 29 864 долари США (медіана — 19 677), а середній дохід на одну сім'ю — 31 907 доларів (медіана — 23 438). За межею бідності перебувало 48,1 % осіб, у тому числі 71,0 % дітей у віці до 18 років та 17,4 % осіб у віці 65 років та старших.
Цивільне працевлаштоване населення становило 437 осіб. Основні галузі зайнятості: освіта, охорона здоров'я та соціальна допомога — 32,3 %, мистецтво, розваги та відпочинок — 14,6 %, виробництво — 11,2 %, публічна адміністрація — 8,2 %.